# Aston Martin DB4

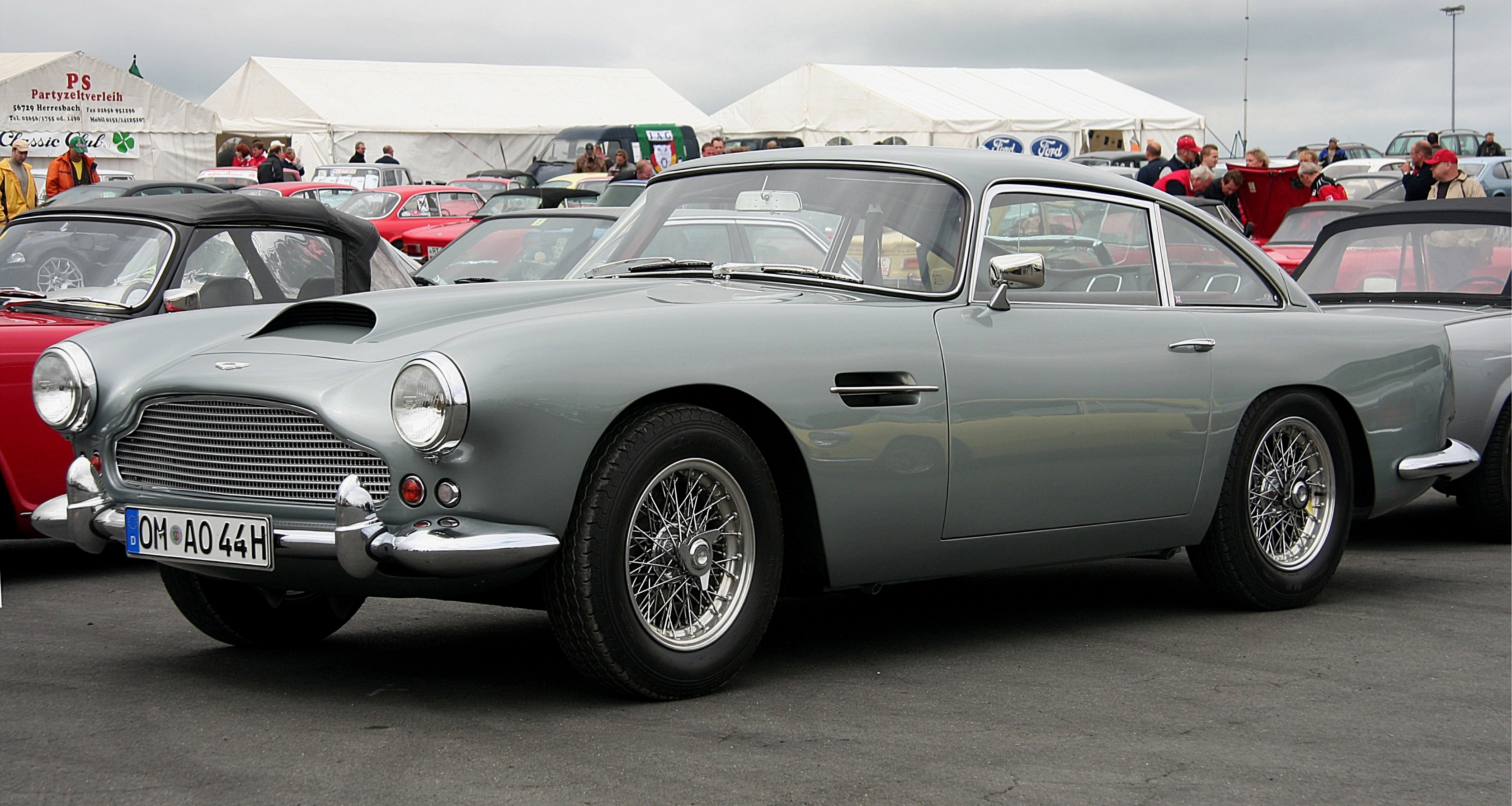
Aston Martin DB 4

Az Aston Martin DB4 a brit autóipar egyik ikonikus modellje, amely 1958 és 1963 között készült. A "DB" elnevezés Sir David Brownra utal, aki 1947 óta irányította a céget, és nagyban hozzájárult az Aston Martin arculatának és hírnevének formálásához. A DB4 nem csupán egy újabb autó volt a márka palettáján; sokkal inkább egy olyan mérföldkő, amely megalapozta a jövőbeli modellek, köztük a híres DB5 és a DB4 GT Zagato sikerét. 
A DB4 nem az elődmodell, a DB Mark III természetes fejlődése volt, hanem egy teljesen új platformra épült. Az újdonságok közé tartozott egy forradalmi motor, amelyet Tadek Marek tervezett. Ez a motor nemcsak teljesítményével hódította meg a közönséget, hanem megbízhatóságával is. Az autó karosszériája alumíniumból készült, ami jelentős súlycsökkentést eredményezett, így a DB4 gyorsabb és agilisabb volt versenytársainál.
A Carrozzeria Touring által tervezett DB4 karosszéria nemcsak esztétikai szempontból lenyűgöző, hanem innovatív gyártási technikáinak köszönhetően is. A superleggera koncepció lényege, hogy a lehető legkönnyebb szerkezetet hozzák létre anélkül, hogy feláldoznák az autó merevségét és biztonságát. A DB4 esetében ez a megközelítés lehetővé tette, hogy az autó rendkívül dinamikus legyen, miközben megőrzi elegáns vonalait és prémium megjelenését. Az 1958-as Londoni Autószalonon való bemutatkozáskor a DB4 nem csupán egy újabb sportautó volt; sokkal inkább egy műalkotás, amely ötvözte az olasz dizájnt és angol kézművességet. Az emberek ámulva nézték az autót, amely már első pillantásra is magával ragadta őket kifinomultságával és stílusával.
Bár a dizájn olasz eredetű volt, fontos megjegyezni, hogy a DB4 volt az első Aston Martin, amelyet a cég Newport Pagnell-i üzemében gyártottak Buckinghamshire-ben. Ez a váltás nem csupán földrajzi értelemben volt jelentős; jelképezte az Aston Martin elkötelezettségét az angol hagyományok iránt, miközben nyitott volt az innovációra is. Az angol kézművesség és az olasz dizájn ötvözése új mércét állított fel az autóiparban.
A DB4 motorja egy dupla overhead cam kialakítású, amely lehetővé teszi a hatékonyabb levegő- és üzemanyag-bemenetet, ezáltal növelve a teljesítményt. Az R.R.50 alumínium ötvözetből készült hengerfej és blokk nemcsak könnyűséget biztosít, hanem szilárdságot is kölcsönöz az egész egységnek. A motor kezdetben hajlamos volt a túlmelegedésre, ami aggasztotta a vásárlókat, de a twin-SU karburátoros verzió 240 lóerős (179 kW) teljesítménye miatt sokan megbocsátottak neki ezt a hibát.
A DB4 kiemelkedő fékrendszerrel rendelkezik: minden keréken servo-asszisztált tárcsafékek találhatók. Az első modellek 11.5 hüvelykes (292 mm) Dunlop fékeket használtak, de ezek hamarosan Girling tárcsákra cserélődtek. Az autó elején független felfüggesztést alkalmaztak ball-joint wishbone rendszerrel, rugós felfüggesztéssel és kormányzásra rack-and-pinion megoldással. A hátsó tengely élrögzített volt és Watt-linkage használatával helyezték el.
A kezdeti modellek 16 hüvelykes kerekekkel és 600H16 Avon TurboSpeed keresztpályás gumiabroncsokkal voltak felszerelve. Az alternatív radális opcióként 185VR16 Pirelli Cinturato CA67 abroncsokat kínáltak. 1962-től a gyártó áttért a kisebb, 15 hüvelykes kerekekre, amelyekhez 6.70V15 Avon TurboSpeed gumikat szereltek fel, emellett elérhetővé vált az upgrade opcióként 185VR15 Pirelli Cinturato radialis gumiabroncs is.
A végáttételi arány kulcsszerepet játszik az autó teljesítményében és kezelhetőségében. Az Egyesült Királyságban és Európában általában 3.54:1 arányt alkalmaztak, míg az Egyesült Államokban jellemzően magasabb, 3.77 arányt használtak. Azok számára pedig, akik különösen magas végsebességet kívántak elérni, lehetőség volt választani egy alacsonyabb arányú (3.31:1) verziót is.
Az 1960-as évek elején a brit autók iránti érdeklődés egy új csúcsra jutott, amelyet a Motor magazin tesztje is tükrözött. A tesztelt jármű, amely a brit szabvány 3.54 végáttétellel volt felszerelve, figyelemre méltó teljesítményt nyújtott, hiszen elérte a 139.3 mph (224.2 km/h) végsebességet, valamint 0-60 mph (97 km/h) gyorsulásához mindössze 9.3 másodpercre volt szüksége.
A vizsgált autó kiemelkedő tulajdonságai közé tartozott a végsebessége és a gyorsulása, amelyek nemcsak a kor színvonalát tükrözik, hanem az akkori technológiai vívmányokat is. A 139.3 mph végsebesség nem csupán számadat; ez egy olyan teljesítmény, ami jól mutatja az autó aerodinamikáját és motorjának erejét. A 0-60 mph gyorsulás pedig azt jelzi, hogy az autó nemcsak sebességben, hanem reagálásban is kiemelkedett.
A jármű üzemanyag-fogyasztása szintén fontos tényező, amely hozzájárult a teszt által megrajzolt képhez. A 17.7 mérföld/imperiális gallon (16.0 L/100 km; 14.7 mpg-US) érték azt mutatja, hogy bár az autó teljesítménye figyelemre méltó volt, a gazdaságos működés sem maradt el mögötte. Ez különösen lényeges szempont volt az autók vásárlói számára abban az időszakban, amikor a fenntarthatóság és a költséghatékonyság egyre fontosabbá vált.
Az autó ára £3967 volt adókkal együtt, ami az akkori brit piacon jelentős befektetésnek számított. Ez az ár tükrözte nemcsak az autó teljesítményét és technológiai színvonalát, hanem azt is, hogy milyen státuszszimbólumot képviselt egy ilyen jármű birtoklása abban az időben.

## Modellek
Az idő múlásával a DB4 öt különböző sorozatra oszlott, mindegyik sajátos változtatásokkal és fejlesztésekkel.
A DB4 első sorozata 1958-ban debütált, és azonnal felkeltette a figyelmet elegáns vonalaival és erőteljes motorjával. Az autó külseje tiszta, áramvonalas formát öltött, amely már akkoriban is modernnek számított. Az I. sorozat alapját képezte a későbbi fejlesztéseknek.
A második sorozatban jelentős változások történtek: az autó ablakkeretei megjelentek, ami nemcsak esztétikai szempontból volt előnyös, hanem a szerkezeti stabilitást is növelte. Ezen kívül az aerodinamikai teljesítmény is javult, így a II. sorozat még vonzóbbá vált a sportautók kedvelői számára.
A harmadik sorozat szintén hozott magával újításokat: ezúttal a hátsó lámpák dizájnján változtattak. A három kis lámpából álló egység egy krómozott hátlapra került, ami modern megjelenést biztosított az autónak. Ez a dizájn lényegesen eltért az előző egységes lámpatestektől.
A negyedik sorozatban egy újabb fontos fejlesztés volt tapasztalható: az eggcrate rács helyett egy bar grille került bevezetésre, amely agresszívebb megjelenést adott az autónak. Ezen kívül számos finomítást is végrehajtottak, hogy még inkább fokozzák az autó teljesítményét és vezetési élményét
Az utolsó, ötödik sorozat 1962 szeptemberében jelent meg, és számos változtatást tartalmazott, beleértve a magasabb és hosszabb karosszériát is, amely több belső teret biztosított. Bár a kerekek átmérője csökkent, hogy az összkép ne változzon drasztikusan, mégis érezhetően tágasabb lett az utastér. Az aerodinamikai stílust pedig már a Vantage és GT modellekből örökölték.

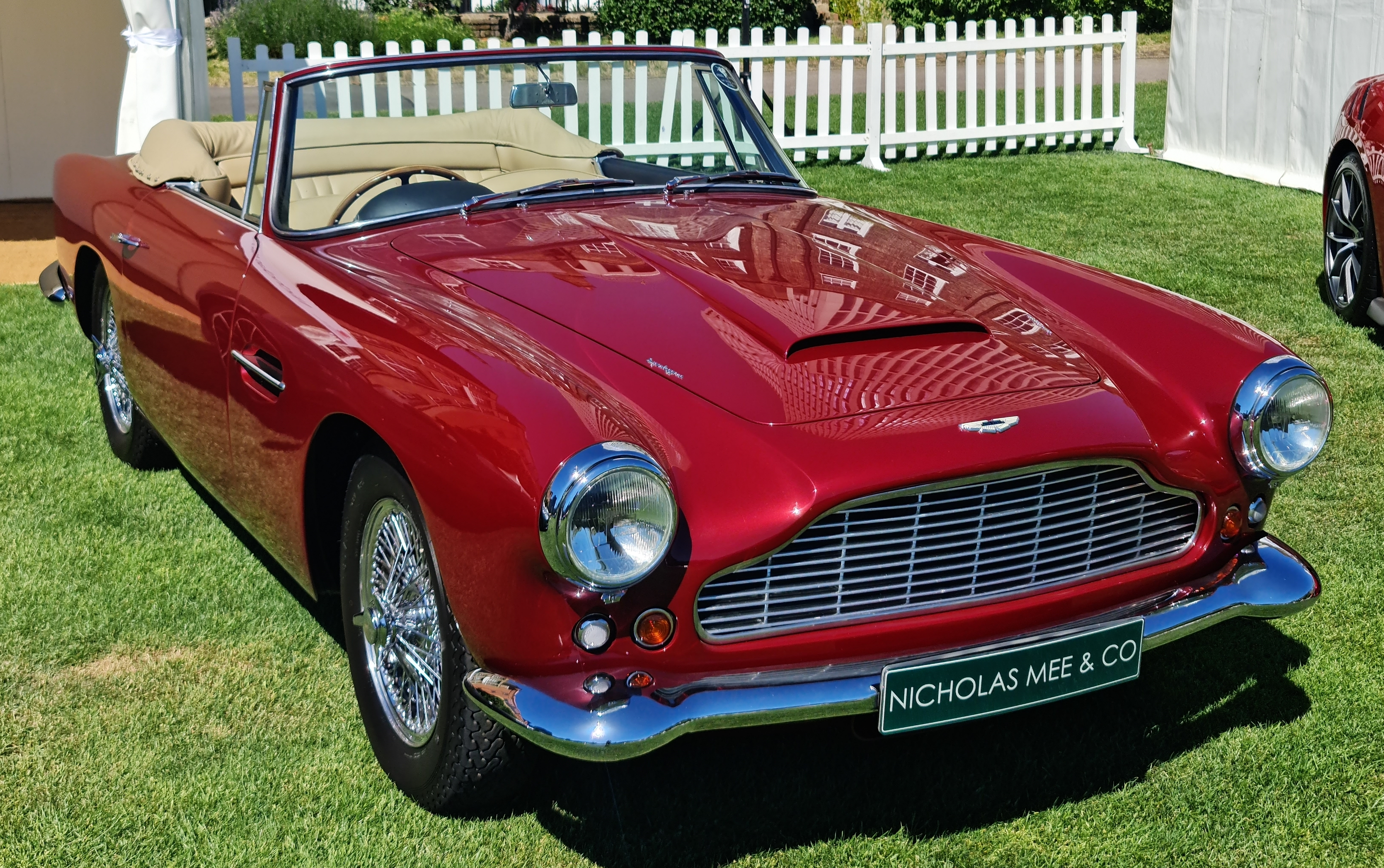
1962 Aston Martin DB4 Convertible LC

### Aston Martin DB4 Convertible
Az 1961 októberében bemutatott Aston Martin DB4 Convertible nem csupán egy új modell volt, hanem egy igazi legendát teremtett a maga idejében.
Az Aston Martin DB4 Convertible a Touring szedánhoz hasonló belső stílusával tűnt ki, amely az elegancia és a sportosság tökéletes ötvözete. A gyártás során mindössze 70 db convertible készült el az 1110 db összes DB4-ből, ami rendkívül ritkává teszi ezt a modellt. Külön érdekesség, hogy a vászontető mellett egy rendkívül ritka gyári keménytető is elérhető volt, ami tovább növelte az autó exkluzivitását.
A DB4 Convertible két sorozatba osztható: 30 példány tartozik a IV. sorozathoz, míg 40 a V. sorozathoz. A teljes convertible gyártásból 32 autó (11 az IV., 21 pedig az V. sorozatból) erősebb Vantage motorral volt felszerelve, amely még inkább fokozta az élményt. A normál verzió maximális sebessége körülbelül 136 mph (219 km/h), ami rendkívül figyelemre méltó teljesítmény volt abban az időszakban.
A DB4 Convertible nem csupán technikai paramétereivel hódította meg a közönséget; formatervezése is páratlan. Az Aston Martin híres arról, hogy mindig is nagy hangsúlyt fektetett a részletekre, és ez alól ez a modell sem kivétel. Az ívelt vonalak és az elegáns arányok harmonikus összhangot teremtenek, amely azonnal magára vonja a figyelmet. Az utastér kifinomult anyagai és kézműves kivitelezése pedig tovább emelik az autó presztízsét.

### Aton Martin DB4 GT
A DB4 GT 1959 szeptemberi megjelenésekor forradalmi újításokat hozott az autóiparba. Enclosed headlights (zárt fényszórók) és vékonyabb alumínium karosszéria adta meg az autó könnyű súlyát, ami kulcsszerepet játszott a teljesítményben. A normál DB4-hez képest csökkentett tengelytáv miatt sok autót hátsó ülések nélkül szereltek fel, így még inkább sportos jelleget öltött.
De a legfontosabb elem természetesen az motor volt. A DB4 GT két változatban volt elérhető: 3.7 L (3670 cc) és 3.8 L (3750 cc). Az innovatív motor minden hengeren két gyújtógyertyát használt, két disztributort és három Weber karburátort alkalmazott. A hengerfej módosítása révén 9.0:1 arányú kompressziót értek el, ami összesen 302 lóerőt biztosított. Ezen jellemzők kombinációja lehetővé tette, hogy a GT maximális sebessége elérje a 153 mph-t (246 km/h), míg a 0-60 mph gyorsulás mindössze 6.1 másodpercet vett igénybe. Ez tette őt korának leggyorsabb közúti engedéllyel rendelkező sorozatgyártású autójává.
A DB4 GT-ből mindössze 75 darabot gyártottak ezzel a teststílussal, de ennek az ikonikus modellnek még izgalmasabb verziói is születtek. A Zagato műhelyében további tizenkilenc példányt alakítottak át DB4 GT Zagato változattá, amelyek jellegzetes ovális hűtőrácsot, Borrani drótkerekeket és simább hátsó véget kaptak – eltávolítva a standard GT farokúszóit. Ezen kívül egyetlen példány készült Bertone stílusában is, amelyet Bertone Jet néven ismerünk.
A DB4 GT öröksége nem ér véget a múltban; hiszen 2016-ban az Aston Martin Works bejelentette, hogy további huszonöt pályára szánt autót gyártanak az 1959-es könnyűsúlyú specifikáció alapján Newport Pagnellben. Ezek az új modellek körülbelül £1.5M-ba kerültek, és 2017 végére készültek el.

### Aston Martin Vantage
DB4 Vantage a sebesség és a stílus tökéletes kombinációját testesítette meg.
A DB4 Vantage szívét egy különleges motor képezte, amely három SU karburátorral és egyedi hengertömbökkel volt felszerelve. Ezek az újítások lehetővé tették, hogy az autó teljesítménye 266 lóerőre (198 kW) nőjön, ami rendkívüli élményt nyújtott a vezetők számára. A motor ereje nemcsak gyorsulásban mutatkozott meg, hanem az autó dinamikájában is, amely sportos élményt garantált.
A DB4 Vantage dizájnja szintén figyelemre méltó. A legtöbb Vantage modell zárt fényszórókkal rendelkezett, amelyek a DB4 GT stílusát követték. Ez a megoldás nemcsak esztétikai szempontból volt vonzó, hanem aerodinamikai előnyöket is biztosított. Az autó vonalai elegánsak és dinamikusak voltak, ami hozzájárult ahhoz, hogy az Aston Martin márkát a luxus és teljesítmény szinonimájaként ismerjék el.
A DB4 Vantage korlátozott példányszámban készült: összesen 136 szedán és 32 kabrió készült el ezzel a különleges motorral. Ez a ritkaság csak fokozta az autó értékét és vonzerejét a gyűjtők körében. Mivel mindössze néhány példány készült el, a DB4 Vantage mára igazi klasszikussá vált, amelynek birtoklása kiváltságot jelent.

### Aston Martin Vantage GT
A Vantage GT a DB4-es modellek egy különleges csoportját jelöli, amelyek nem a GT verziókhoz tartoztak, de a GT motorját használták. Ez a kombó különösen vonzóvá teszi ezeket az autókat az autós gyűjtők és rajongók számára. Összesen 14 ilyen példány létezik: három Series III, öt Series IV és hat Series V. Mivel csak egy kis számú jármű készült ezzel a kombinációval, így igazi gyémántként tündökölnek az autós világban.
A DB4-es sorozat, amely 1958 és 1963 között készült, már önmagában is híres volt a sportos megjelenéséről és teljesítményéről. Azonban amikor az autókba a GT motor került, egy új dimenzió nyílt meg előttük. A Vantage GT motorja nemcsak erősebb volt, hanem kifinomultabb is, ami lehetővé tette a dinamikusabb vezetési élményt.